# Fauna degli Stati Uniti d'America

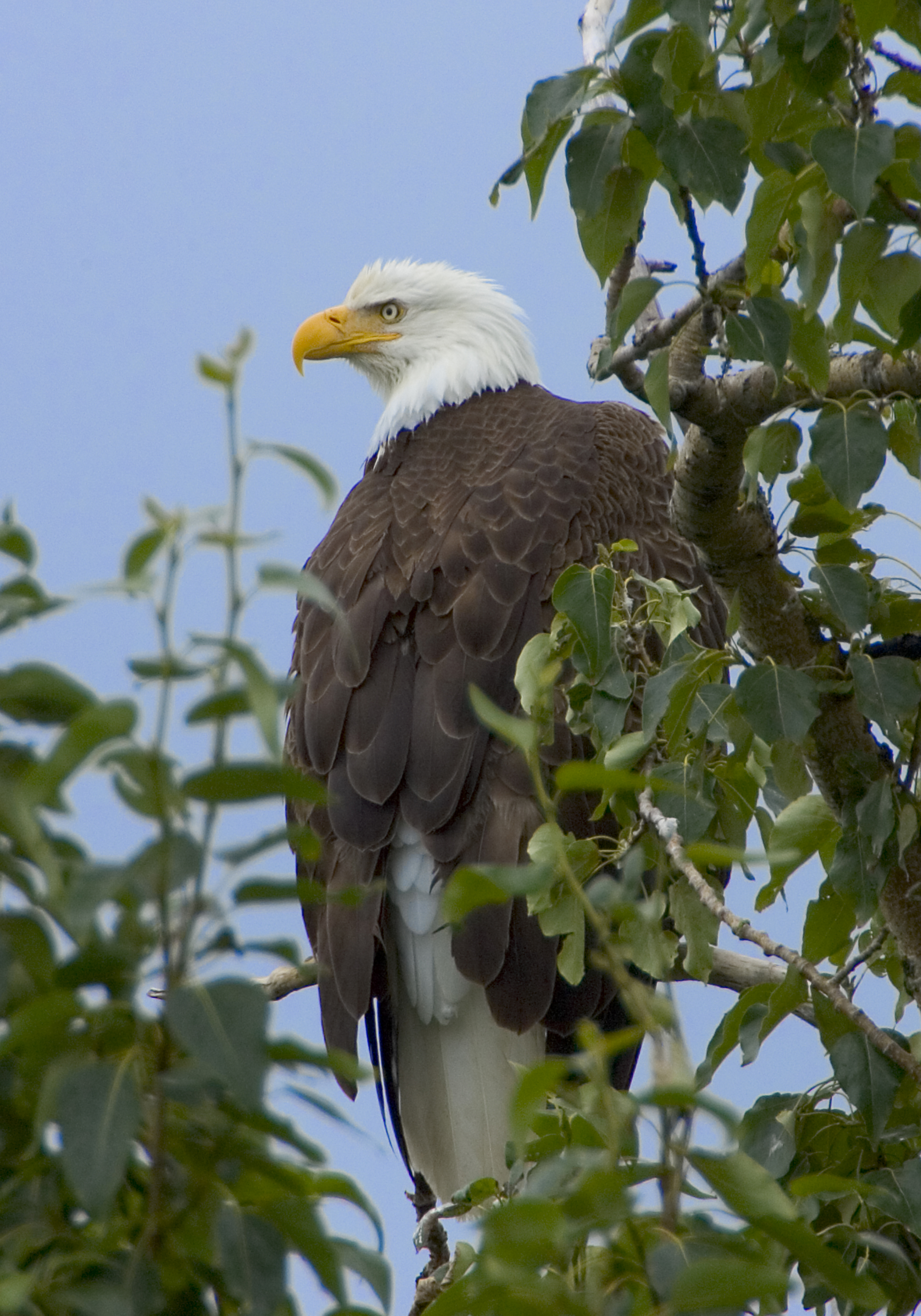
L'aquila di mare testabianca è l'uccello nazionale degli Stati Uniti e compare sul suo stemma. Il suo areale comprende tutti gli Stati Uniti contigui e l'Alaska.

La fauna degli Stati Uniti d'America comprende tutti gli animali che vivono negli Stati Uniti continentali, nei mari e nelle isole circostanti, nell'arcipelago hawaiano, nello stato artico dell'Alaska e in alcuni territori insulari del Pacifico e dei Caraibi. Gli Stati Uniti ospitano numerose specie endemiche, che non si trovano in nessun altro luogo del pianeta. Situato prevalentemente nel continente nordamericano, il territorio statunitense rientra nelle regioni zoogeografiche neartica, neotropicale e oceanica, condividendo gran parte della sua flora e fauna con il resto del supercontinente americano.
Si stima che negli Stati Uniti continentali vivano 432 specie di mammiferi, più di 800 specie di uccelli, oltre 100000 specie di insetti, 311 specie di rettili, 295 di anfibi e 1154 di pesci. Tra le specie presenti in tutti i 48 stati contigui vi sono il cervo della Virginia, la lince rossa, il procione, il topo muschiato, la moffetta comune, il barbagianni, il visone americano, il castoro americano, la lontra canadese e la volpe rossa. Uno dei rapaci più diffusi negli Stati Uniti, è in tutte le Americhe, è la poiana della Giamaica.
Grandi aree che ospitano la fauna selvatica indigena più caratteristica del paese sono protette all'interno di parchi nazionali e riserve naturali. Nel 2013, negli Stati Uniti si contavano più di 6770 parchi nazionali e aree protette, coprendo una superficie complessiva di 2607131 km². Il primo parco nazionale a essere istituito fu il Parco Nazionale di Yellowstone, situato nello stato del Wyoming, e creato nel 1872. Yellowstone è considerato il principale santuario della megafauna selvatica degli Stati Uniti: qui vivono 67 specie di mammiferi, tra cui il lupo, il grizzly e la lince canadese, quest'ultima classificata come specie minacciata.

## Stati Uniti occidentali

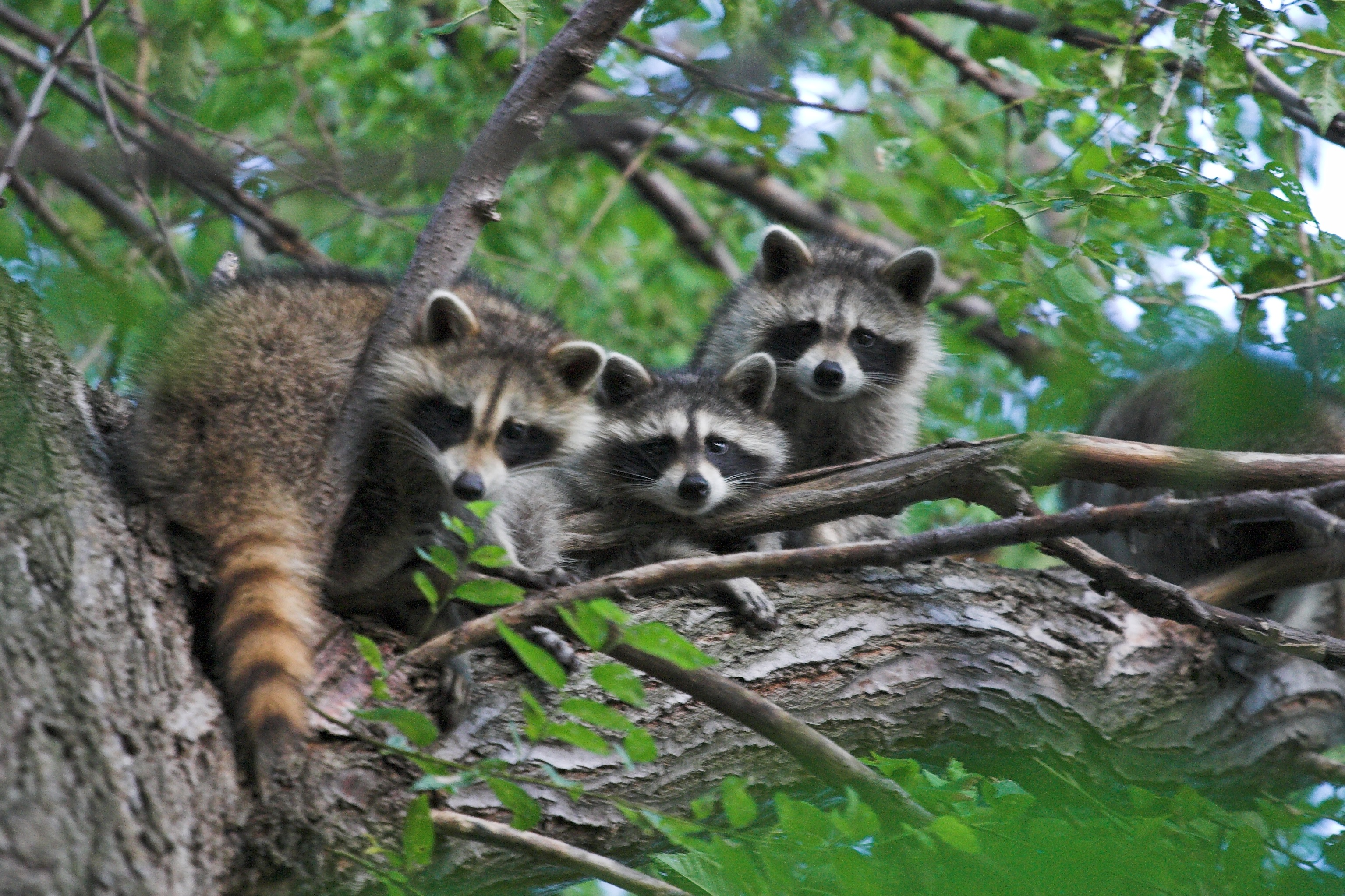
Il procione è diffuso in tutti i 48 stati contigui.

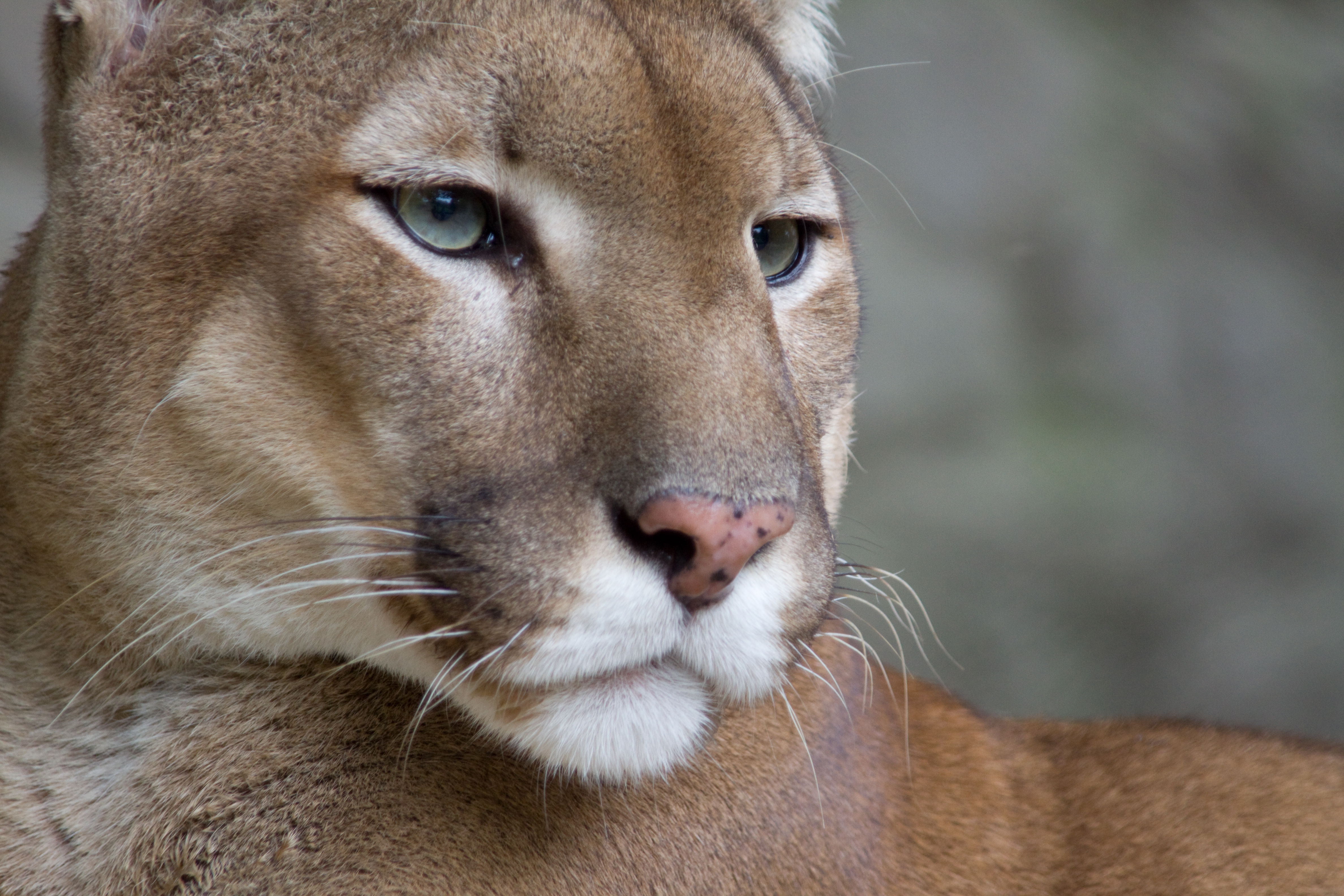
Il puma vive in tutti gli Stati Uniti occidentali.

Le ecoregioni e l'ecologia degli Stati Uniti occidentali sono estremamente varie. Ad esempio, si passa dalle dune di sabbia del deserto del Gran Bacino, che copre gran parte dello stato del Nevada, alla regione delle North Cascades nello stato di Washington, che ospita la maggiore concentrazione di ghiacciai alpini tra i 48 stati contigui. Le dense foreste della California settentrionale, dell'Oregon, dello stato di Washington, dell'Idaho e del Montana ospitano principalmente specie adattate a climi temperati, mentre la California meridionale, il Nevada, l'Arizona, il sud dello Utah e il Nuovo Messico presentano una fauna tipica dei deserti aridi, caratterizzati da temperature estreme.
Il clima della costa occidentale degli Stati Uniti, così come quello della costa orientale, diventa più caldo man mano che si procede da nord a sud. Poche specie abitano l'intera costa occidentale, ma tra queste vi è l'aquila di mare testabianca, presente sia nelle isole Aleutine dell'Alaska sia nelle Channel Islands della California. Nella maggior parte degli Stati Uniti occidentali sono comuni cervi mulo, citelli antilope dalla coda bianca, puma, tassi americani, coyote, sparvieri e diverse specie di serpenti e lucertole.
Mentre l'orso nero americano è diffuso in tutti gli Stati Uniti, gli orsi bruni e i grizzly sono più comuni nel Nord-ovest e in Alaska. Lungo la costa occidentale vivono diverse specie di balene, lontre marine, leoni marini della California, otarie orsine ed elefanti marini settentrionali. Nelle zone desertiche dell'interno, in California, Nevada, Arizona e Nuovo Messico, si trovano alcune delle lucertole, serpenti e scorpioni più velenosi del mondo. Tra i più famigerati figurano l'eloderma sospetto e il crotalo del Mojave, entrambi presenti nei deserti del Sud-ovest. Il deserto di Sonora ospita undici specie di crotali, più di qualsiasi altro luogo al mondo.
Lungo il confine sud-occidentale, tra Arizona, Nuovo Messico e Texas occidentale, vivono giaguari e ocelot. Tra gli altri mammiferi presenti vi è l'opossum della Virginia, che si trova in tutta la California e lungo le coste dell'Oregon e dello stato di Washington. Il castoro americano e il castoro di montagna abitano le aree boschive dello stato di Washington, dell'Oregon e della California settentrionale.
La volpe pigmea americana è diffusa in Arizona, Nuovo Messico e Utah, mentre la volpe grigia è presente in tutta la parte occidentale degli Stati Uniti. La volpe rossa è più comune in Oregon e nello stato di Washington, mentre la volpe delle isole è endemica di sei delle otto Channel Islands della California meridionale.
Queste isole ospitano anche una sottospecie endemica di skunk macchiato, oltre ad altre specie uniche, come il pesce Garibaldi, lo sceloporo di Beck, la ghiandaia di Santa Cruz e l'aquila di mare testabianca. Inoltre, vi si trova il bisonte di Santa Catalina, un animale non originario della regione, ma introdotto dall'uomo.
Il procione e lo skunk macchiato sono diffusi in tutti gli Stati Uniti occidentali, mentre il bassarisco è presente in Arizona, Nuovo Messico, Texas occidentale, Utah, Colorado e gran parte della California.
L'orso nero americano è presente nella maggior parte degli stati occidentali, tra cui Washington, Oregon, California, Arizona e Colorado.

### Le Channel Islands
Il Parco Nazionale delle Channel Islands protegge cinque delle otto Channel Islands. Questo arcipelago si trova in una delle regioni marine più ricche di biodiversità al mondo e ospita numerose specie endemiche, tra cui la volpe delle isole, la ghiandaia di Santa Cruz, l'uccello delle tempeste cenerino, lo sceloporo di Beck, la xantusia insulare e il pletodonte delle Channel Islands, nonché sottospecie endemiche di skunk macchiato, averla americana, passero di Bell e la pecora di Santa Cruz (una razza particolare introdotta dsll'uomo). Altri animali diffusi sulle Channel Islands includono il leone marino della California, la murena della California, l'aquila di mare testabianca e il bisonte di Santa Catalina, anch'esso introdotto artificialmente dall'uomo.

## Stati Uniti meridionali
Il Sud degli Stati Uniti presenta una grande varietà di habitat, che si estendono dalla regione del bacino del Mississippi, in Arkansas e Mississippi, fino agli Appalachi meridionali. Questa vasta area comprende le colline del Tennessee e della Virginia a nord, le Everglades della Florida meridionale a sud, gli Outer Banks della Carolina del Nord a est e i deserti e le praterie del Texas occidentale e dell'Oklahoma a ovest.
Il clima caldo della regione favorisce la formazione di ecosistemi ricchi di biodiversità, che spaziano dalle paludi di cipressi calvi della Louisiana alle baie costiere della Carolina del Sud, ricoperte di canneti e boschi di pino palustre. Le frange costiere degli stati meridionali sono costellate da paludi salmastre che si estendono dalla Carolina del Sud alla Georgia e al Texas, includendo la regione del delta del Mobile nell'Alabama meridionale.

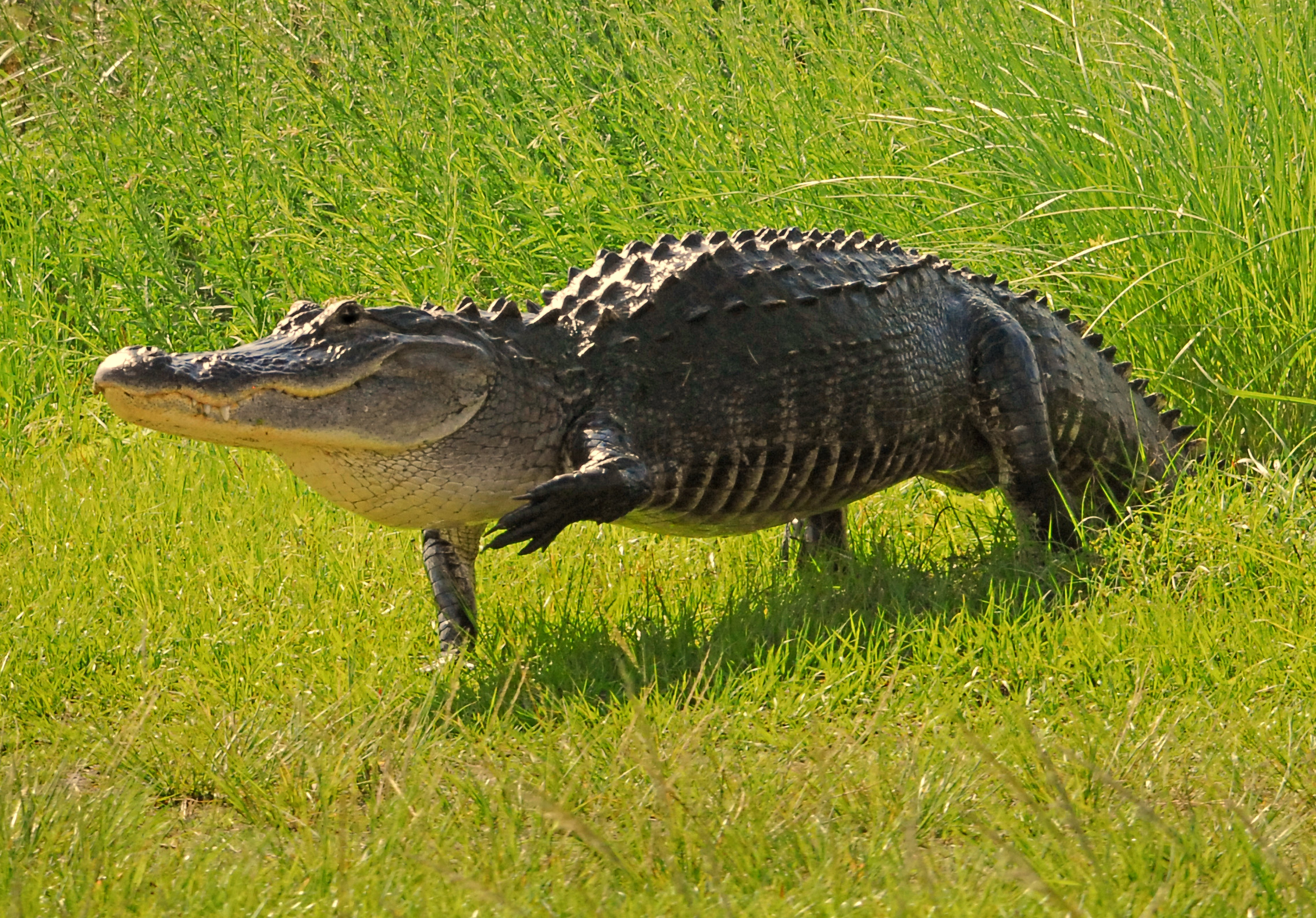
L'alligatore americano è endemico di otto stati del Sud-est ed è il rettile simbolo di Florida, Louisiana e Mississippi.

Negli Stati Uniti meridionali vive una moltitudine di rettili e anfibi. L'alligatore americano è presente in tutta la regione, dagli stati costieri della Carolina del Nord al Texas, fino agli stati interni di Arkansas e Tennessee. Il più raro coccodrillo americano si trova esclusivamente nella Florida meridionale. La regione ospita anche la tartaruga alligatore e oltre quaranta specie di tartarughe, tra cui la tartaruga scatola, la tartaruga dalle orecchie rosse e la tartaruga a guscio molle. Tra i serpenti velenosi tipici del Sud vi sono il testa di rame, il crotalo diamantino, il crotalo dei boschi, il crotalo terragnolo, il mocassino acquatico e il serpente corallo orientale. Tra gli altri rettili e anfibi caratteristici della regione si possono citare l'anolo della Carolina, la tartaruga muschiata carenata, lo scinco dalla testa larga, la rana toro, il rospo meridionale, la raganella primaverile e lo scinco del carbone.
Tra i mammiferi del Sud vi è il wapiti, sterminato nel XIX secolo ma oggi reintrodotto con successo in Virginia, Carolina del Nord, Tennessee e Arkansas, con alcune popolazioni ancora presenti in Texas e Oklahoma. L'orso nero americano è diffuso in gran parte del Sud, con popolazioni più numerose in Virginia, Carolina del Nord, Tennessee, Georgia, Florida, Arkansas e Oklahoma. Il puma della Florida, il felino più grande della regione, è esclusivo delle zone umide della Florida meridionale. Altri mammiferi comuni in ogni stato della regione sono il cervo della Virginia, la lince rossa, il coyote, il cinghiale, la volpe rossa e la volpe grigia. I cavalli selvatici, discendenti di quelli introdotti dai coloni europei tra il XV e il XVI secolo, vagano in piccoli gruppi, soprattutto in habitat costieri.
La fauna acquatica del Sud è altrettanto varia. Il castoro americano, il topo muschiato e la lontra canadese sono diffusi nelle aree umide della regione. La nutria, invece, è una specie invasiva che ha causato danni significativi alla vegetazione nelle paludi della Louisiana. Anche donnole e visoni si trovano spesso in prossimità di fiumi e zone umide. Tra i lagomorfi, il silvilago della Florida è presente in tutta la regione, mentre il silvilago di Audubon e il jack rabbit dalla coda nera si trovano soprattutto in Texas e Oklahoma. Il silvilago acquatico predilige le zone umide di Mississippi, Alabama, Louisiana e Arkansas, mentre il silvilago palustre è più diffuso lungo le coste di Carolina, Georgia, Florida e Alabama. Gli scoiattoli sono numerosi: lo scoiattolo grigio e lo scoiattolo volpe orientale si trovano in tutti gli stati meridionali, mentre lo scoiattolo rosso è limitato alle regioni più elevate della Virginia e della Carolina del Nord. Altri mammiferi comuni includono l'opossum della Virginia, il procione, la moffetta comune, lo skunk macchiato, la marmotta monax e, in alcune zone, l'armadillo dalle nove fasce.
Negli Stati Uniti meridionali sono state registrate oltre 1100 specie di uccelli, che spaziano dagli uccelli montani a quelli acquatici. Il Sud è la dimora di molte specie costiere, tra cui gabbiani, ralli, gallinelle, becchi a cesoie, svassi, limicoli, gru e aironi. Le foreste e le aree montuose ospitano specie come il tacchino selvatico, il tetraone dal collare, il colino della Virginia e la beccaccia americana, tutte molto apprezzate dai cacciatori. Nella regione sono comuni anche due specie di caprimulgidi: il succiacapre vocifero e il succiacapre della Carolina, presenti in ogni stato del Sud. Tuttavia, la maggior parte degli uccelli di questa regione appartiene all'ordine dei passeriformi, il più numeroso tra gli uccelli canori.

## Stati Uniti centrali

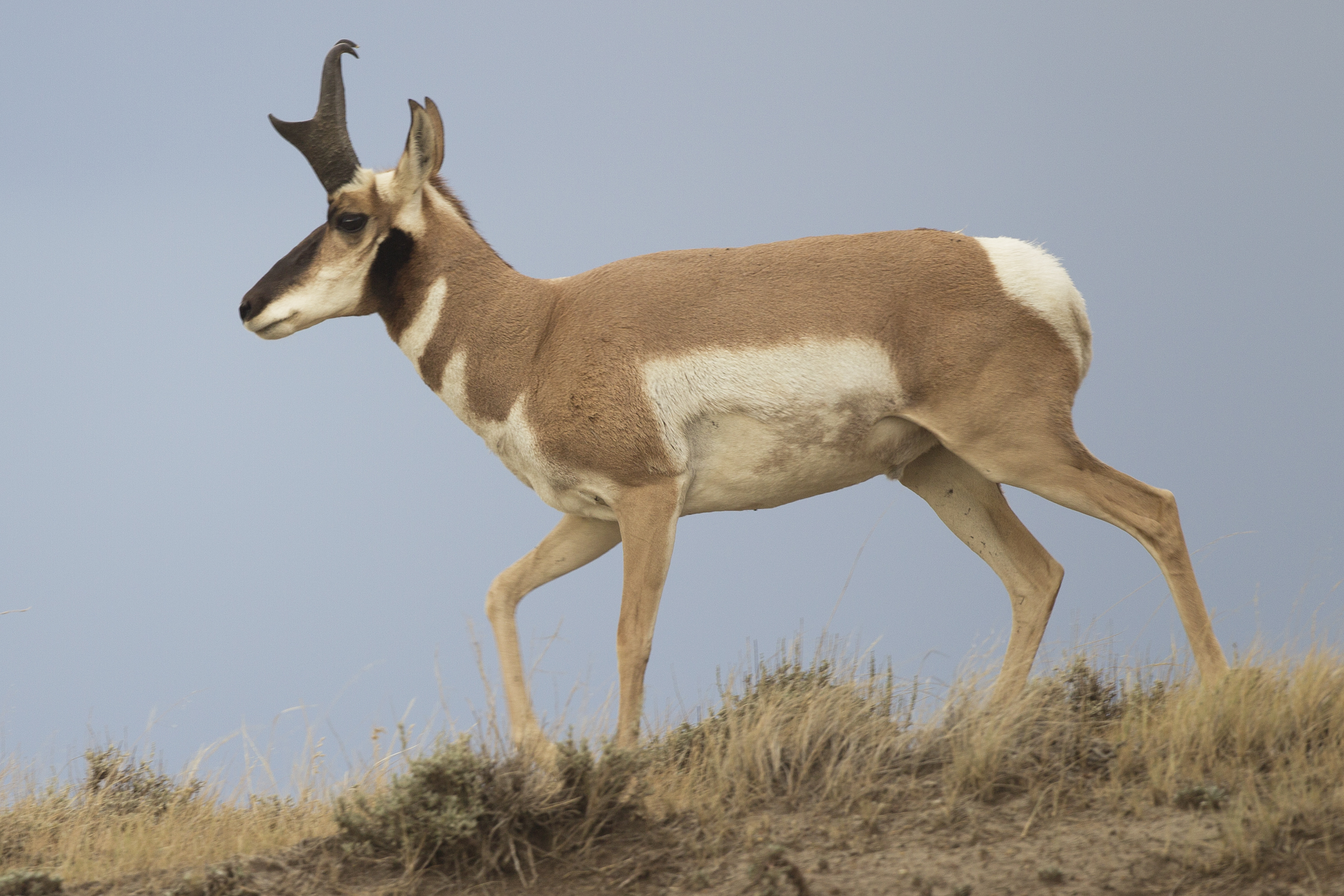
L'antilocapra è il mammifero più veloce dell'emisfero occidentale e può raggiungere gli 88 km/h.

Le praterie degli Stati Uniti centrali ospitano principalmente specie adattate a vivere in ambienti erbosi. Tra i mammiferi originari della regione, il bisonte americano è senza dubbio il più iconico. Un tempo diffuso in vaste mandrie attraverso le pianure centrali, il bisonte era fondamentale per la cultura dei nativi americani della regione. Tuttavia, la caccia intensiva nel XIX secolo lo portò quasi all'estinzione. Grazie agli sforzi di conservazione, la popolazione è tornata a crescere e oggi si stima che circa 200000 esemplari vivano in riserve e ranch.
Oltre al bisonte, la regione è popolata da numerosi mammiferi erbivori e onnivori, come il cervo della Virginia, l'antilocapra e il citello di Franklin, oltre a diversi scoiattoli di terra. Il coyote è uno dei predatori più diffusi, mentre il cane della prateria dalla coda nera vive in colonie numerose che caratterizzano il paesaggio delle praterie. Tra i roditori e i piccoli mammiferi più comuni figurano il silvilago della Florida, il jack rabbit dalla coda nera, il topo muschiato, l'opossum e il procione. Il tetraone delle praterie e il tacchino selvatico sono tra gli uccelli più rappresentativi della regione.
Le praterie ospitano anche numerose specie di rettili e anfibi. Tra i serpenti più diffusi si trovano il serpente gopher, il crotalo diamantino occidentale e il crotalo delle praterie. La fauna locale comprende inoltre diverse specie di tartarughe, tra cui la tartaruga azzannatrice, le tartarughe muschiate, la tartaruga del fango gialla e la tartaruga dipinta. Gli anfibi della regione includono l'anfiuma tridattila, il rospo verde, la salamandra dell'Oklahoma, la sirena minore e il rospo delle pianure.
Le Montagne Rocciose e altre regioni montuose interne degli Stati Uniti centrali rappresentano l'habitat ideale per grandi rapaci, come l'aquila di mare testabianca, il cui areale si estende su tutti i 48 stati contigui e l'Alaska.
I conigli sono molto diffusi in tutte le Grandi Pianure e nelle aree circostanti. Il jack rabbit dalla coda nera si trova principalmente in Texas, Oklahoma, Nebraska e Kansas, mentre il jack rabbit dalla coda bianca è più comune nei Dakota, in Minnesota e in Wisconsin. Il silvilago acquatico predilige le paludi del Texas, mentre il silvilago della Florida di estende dal Texas agli stati centrali come Oklahoma, Kansas, Nebraska e Dakota, fino a tutto il versante orientale del paese.

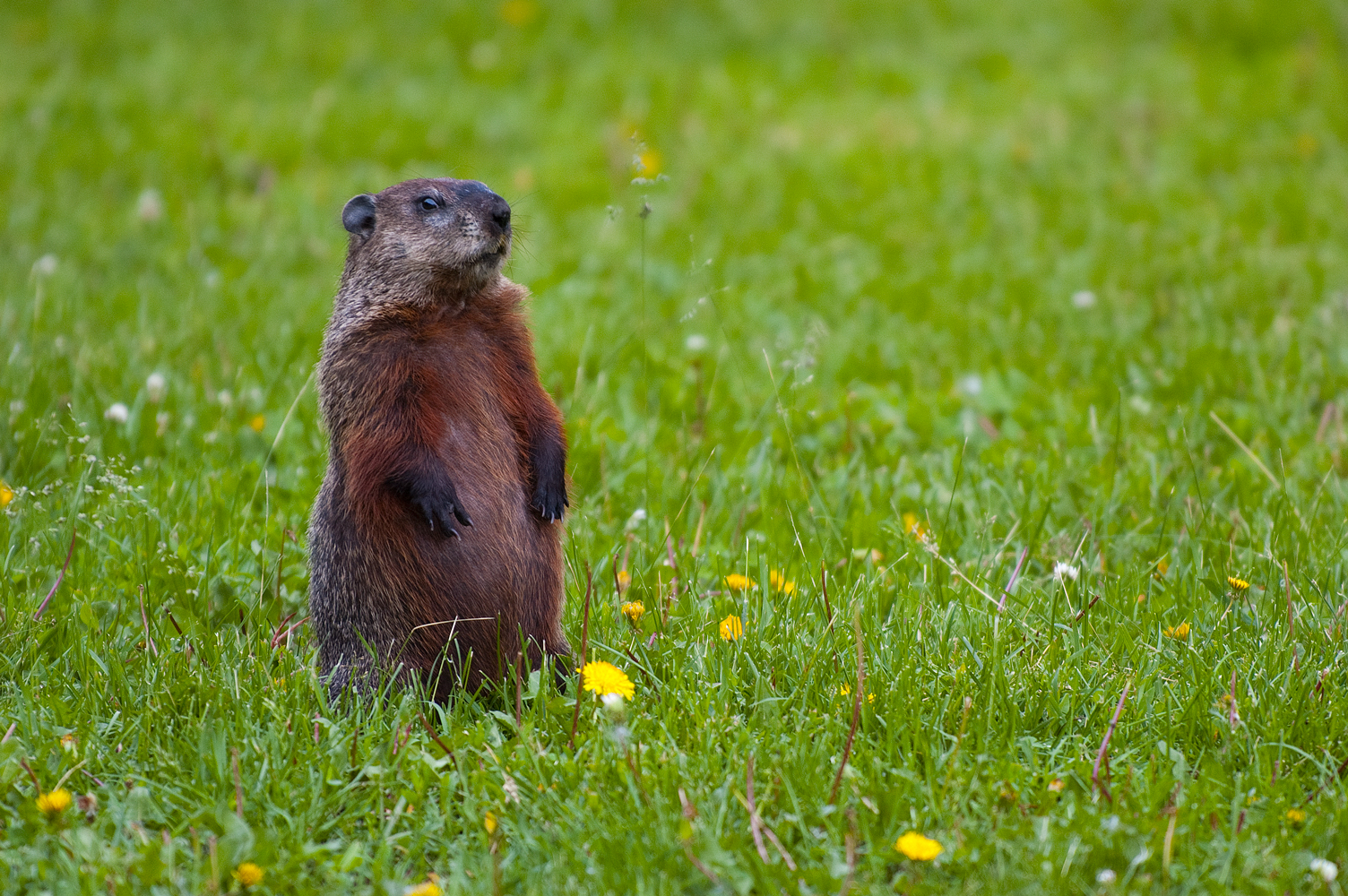
La marmotta monax è una specie comune in Iowa, nel Missouri e nelle regioni orientali di Kansas, Nebraska e Oklahoma.

Tra gli altri mammiferi, la marmotta monax è diffusa in Illinois, Iowa, Missouri e Minnesota, mentre l'opossum della Virginia si trova in Missouri, Indiana, Iowa, Oklahoma, Nebraska e Kansas. L'armadillo dalle nove fasce, tipico del Sud, ha esteso il proprio areale fino al Missouri, Kansas e Oklahoma. Il castoro americano e il topo muschiato sono presenti in tutti gli Stati Uniti centrali, sebbene quest'ultimo sia assente in Texas.

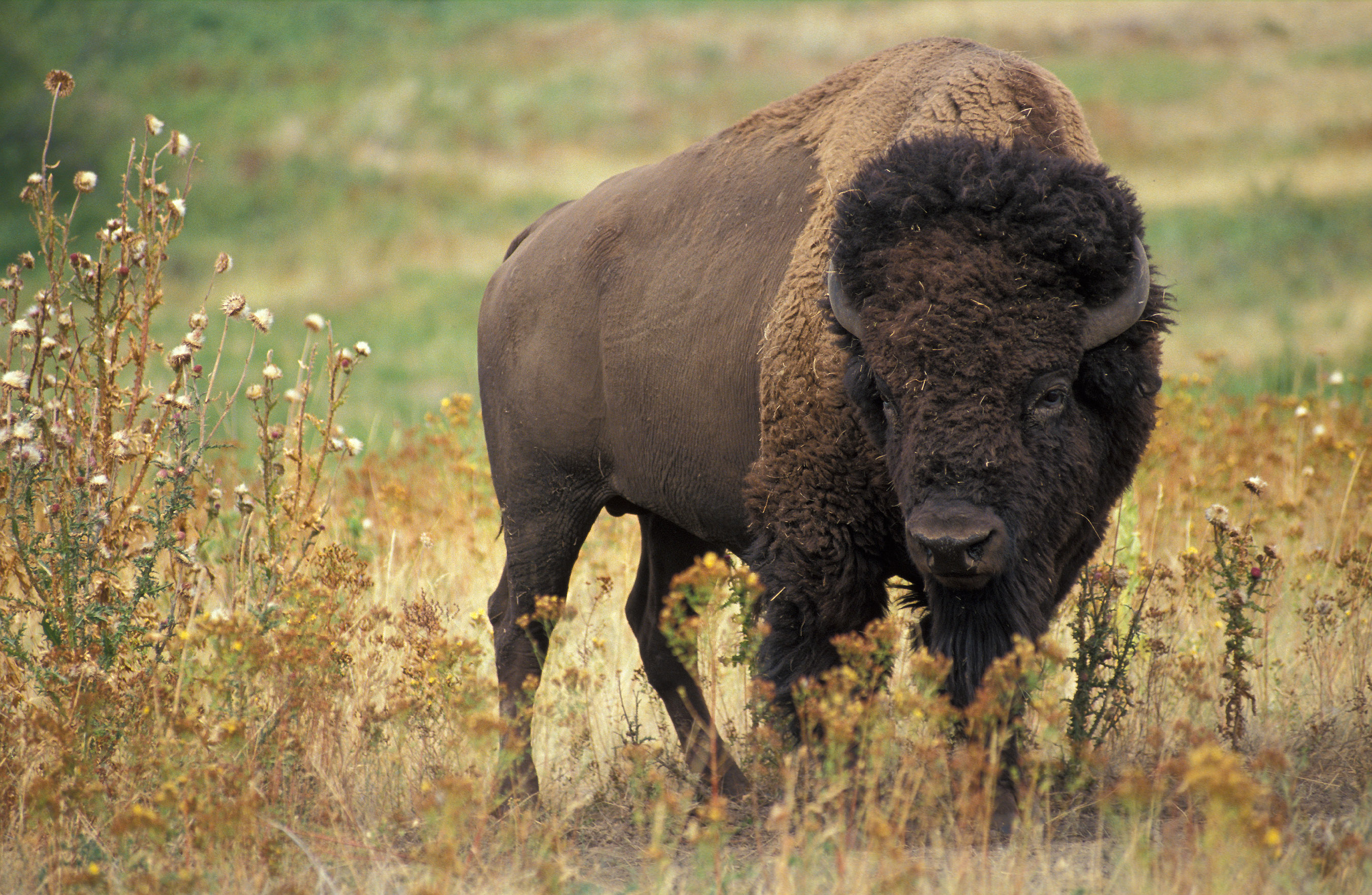
Il bisonte americano è l'animale terrestre più grande del Nordamerica: può raggiungere i 2 metri di altezza e pesare più di una tonnellata.

Specie comuni in tutta la regione includono la volpe rossa, la lince rossa, il cervo della Virginia, il procione, lo skunk macchiato orientale, la moffetta comune, la donnola dalla lunga coda, il tasso americano e il castoro. Il cinghiale è molto comune negli stati meridionali della regione, mentre il visone americano è presente ovunque, con l'eccezione del Texas. La donnola, invece, è particolarmente diffusa nei dintorni dei Grandi Laghi e in stati come Nebraska, Dakota, Minnesota, Iowa, Illinois, Michigan e Wisconsin.
La volpe grigia si trova in Iowa, Missouri, Oklahoma e Texas, oltre che nelle aree intorno ai Grandi Laghi. Il bassarisco, un piccolo carnivoro notturno, è tipico della regione meridionale, specialmente in Texas, Missouri e Oklahoma.
Nelle Grandi Pianure e nelle zone limitrofe vive un'ampia varietà di scoiattoli e roditori. Tra le specie più comuni vi sono lo scoiattolo volpe orientale, lo scoiattolo grigio, il citello di Franklin, l'assapan e il citello dalle tredici linee. Le arvicole sono ben rappresentate, con specie come l'arvicola di prateria, l'arvicola dei pini e l'arvicola della Pennsylvania. Il gopher di pianura è particolarmente diffuso in tutta l'area delle Grandi Pianure. I toporagni sono anch'essi presenti in diverse varietà, tra cui il toporagno americano, il toporagno sudorientale, il toporagno dalle orecchie piccole e la blarina di Elliot.

## Stati Uniti orientali

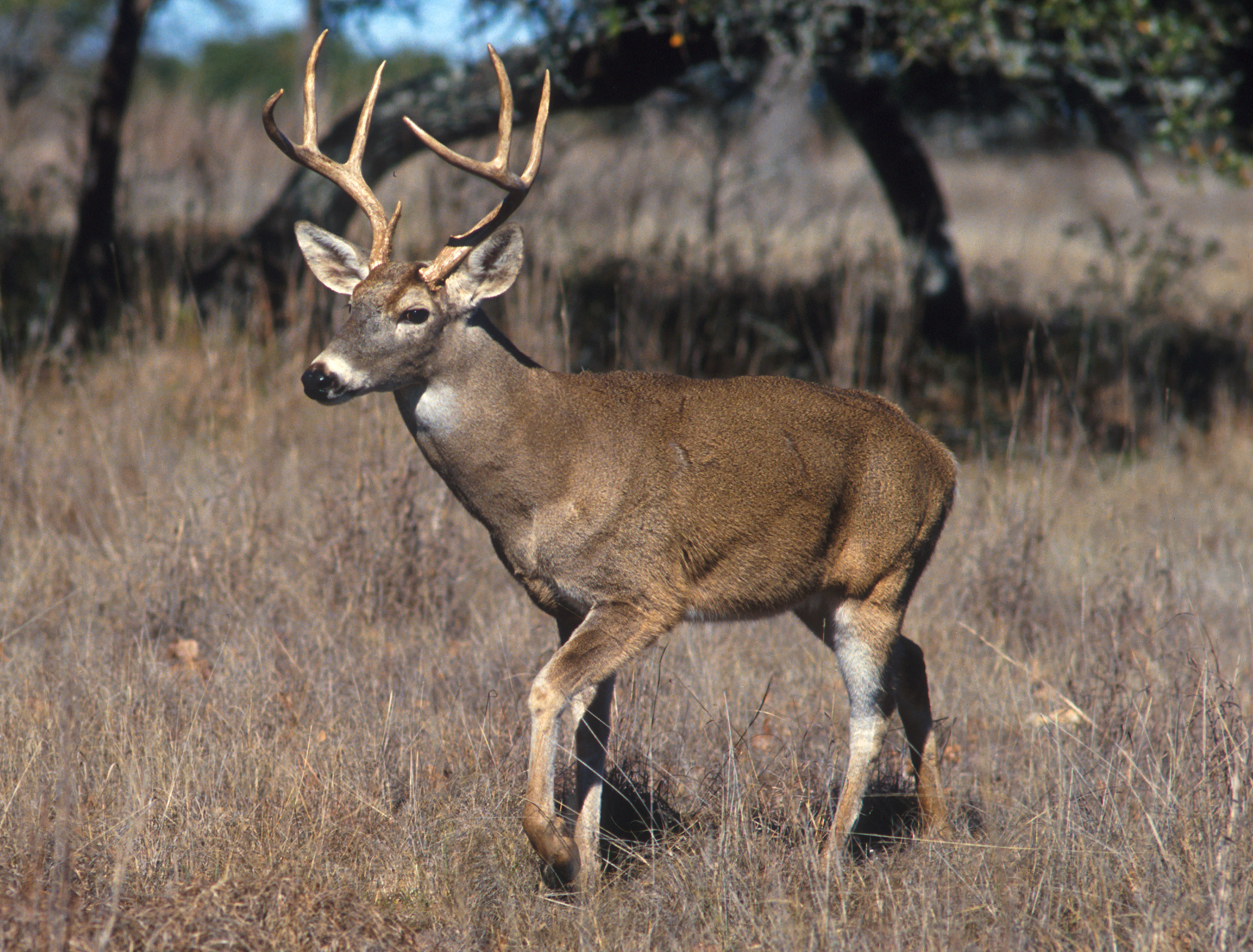
Il cervo della Virginia è comune in tutti gli stati orientali.

Gli Stati Uniti orientali e la catena degli Appalachi ospitano una ricca varietà di animali adattati agli habitat forestali. Cervi, conigli, roditori, scoiattoli, lepri, picchi, rapaci notturni, volpi e orsi sono tra le specie più rappresentative della regione. La fauna marina del New England è particolarmente rinomata, con abbondanti popolazioni di granchi e astici americani lungo quasi tutta la costa atlantica.
Tra i mammiferi più diffusi in tutti gli Stati Uniti orientali, la lince rossa, il procione e la moffetta comune sono presenti in ogni stato, mentre l'alligatore americano è comune nelle zone costiere dalla Carolina del Nord al Texas. Altre specie ben distribuite includono la volpe rossa e la volpe grigia, il castoro americano, l'ursone, l'opossum della Virginia, la talpa dell'America orientale, il coyote, il cervo della Virginia, il visone americano, la lontra canadese e la donnola dalla lunga coda. L'orso nero americano vive in gran parte del New England, oltre che nello stato di New York, nel New Jersey, in Pennsylvania, nel Maryland, in Virginia e in alcune zone della Carolina e della Florida.

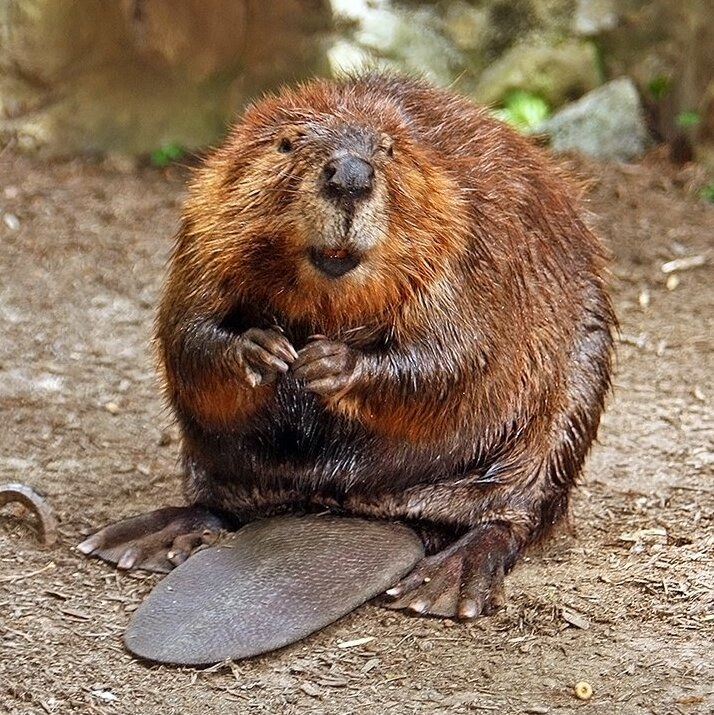
Il castoro americano è presente in tutti gli stati degli USA, a eccezione di Florida, Nevada e Hawaii.

I toporagni sono particolarmente comuni, con il toporagno americano, il toporagno dalla lunga coda e il toporagno delle paludi diffusi in tutto il New England, mentre il toporagno dalle orecchie piccole e il toporagno sudorientale sono più presenti negli stati sud-orientali. Il toporagno pigmeo americano, il toporagno fumoso e la blarina dalla coda corta si trovano dagli Appalachi al New England. La talpa dal muso stellato è diffusa in tutti gli Stati Uniti orientali, mentre la talpa a spazzola è più frequente a nord, lungo la dorsale appalachiana e nel New England.
Le lepri sono anch'esse molto diffuse. La lepre scarpa da neve è presente dagli Appalachi al New England, il silvilago degli Appalachi è esclusivo della catena montuosa, mentre il silvilago del New England è limitato a questa regione. Il silvilago della Florida, invece, è presente in tutta la fascia orientale. Il peromisco dai piedi bianchi e il topo muschiato si trovano in quasi tutti gli stati orientali, con l'eccezione della Florida, mentre l'arvicola della Pennsylvania abita dagli Appalachi al New England e il campagnolo rossastro del nord è comune nel New England.

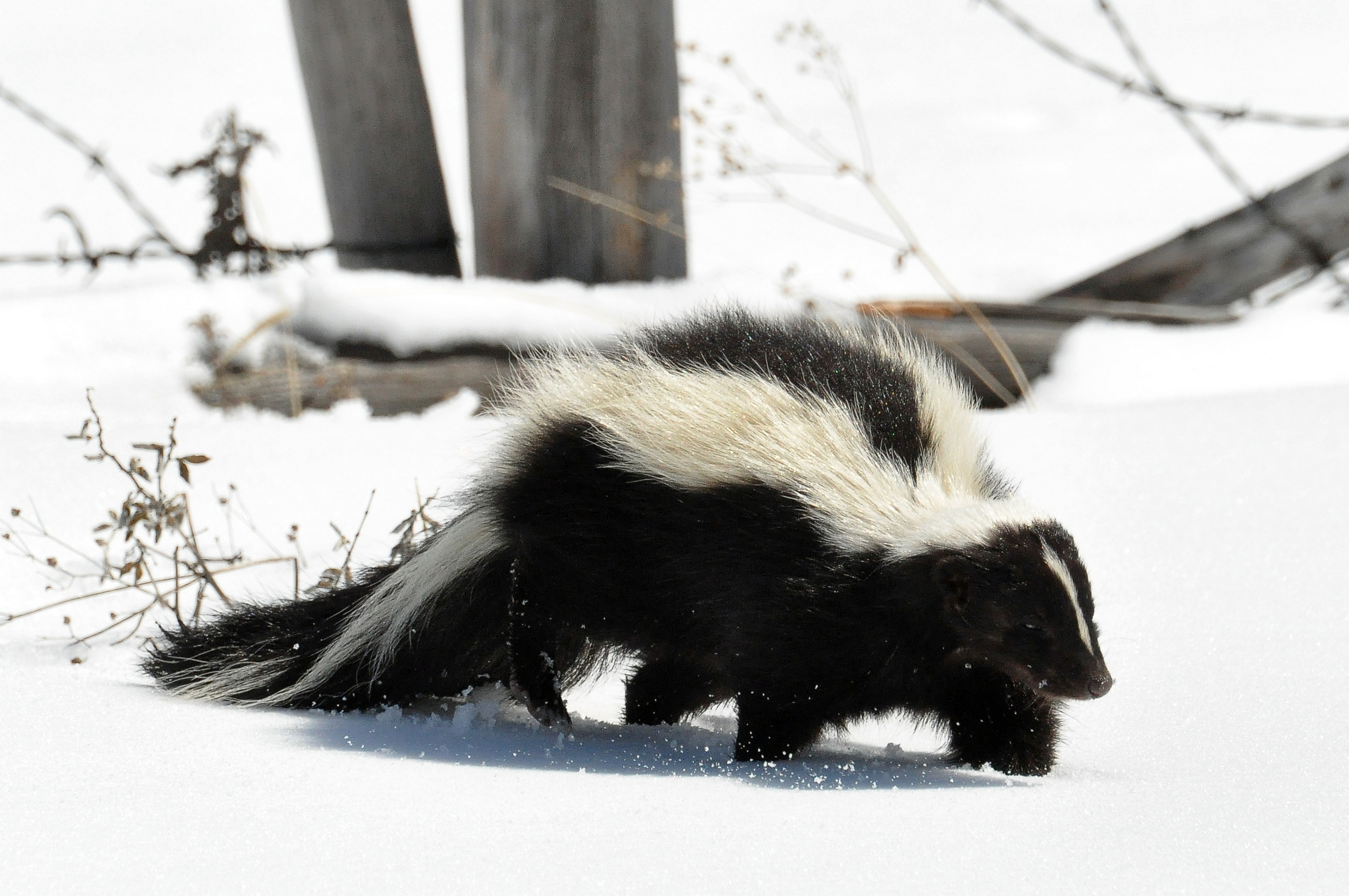
La moffetta comune è presente in tutti gli Stati Uniti continentali.

Specie introdotte come il ratto delle chiaviche e il topolino delle case si sono ormai diffuse in tutta la regione orientale. Tra i mustelidi, la martora di Pennant e l'ermellino americano sono tipici del Nord-est. Anche gli scoiattoli sono abbondanti: il tamia striato, lo scoiattolo volpe orientale, lo scoiattolo grigio e la marmotta monax sono presenti in tutta la regione, mentre l'assapan e il glaucomio del nord sono più comuni nel Sud-est e lo scoiattolo rosso è più diffuso nel Nord-est. La donnola è presente lungo la catena degli Appalachi.
Alcune specie, invece, sono considerate invasive, come il cinghiale, che si è diffuso in gran parte del Sud-est. La lince canadese, invece, è presente solo in alcune zone del New England. Numerose specie di pipistrelli popolano gli stati orientali, tra cui il pipistrello tricolore, il pipistrello dai peli argentati, il pipistrello rosso, il pipistrello bianco, il serotino bruno, il pipistrello bruno minore, il pipistrello dalle orecchie lunghe settentrionale, il pipistrello dai piedi piccoli orientale, il pipistrello grigio e il pipistrello dell'Indiana.
Lungo la costa atlantica, la foca comune è il pinnipede più diffuso, mentre specie come la foca dal cappuccio, la foca barbata, la foca grigia, la foca dagli anelli e la foca della Groenlandia sono più frequenti nelle acque nord-occidentali. I cetacei sono numerosi e comprendono specie di grandi dimensioni come il mesoplodonte di Gervais, la balenottera minore settentrionale, la balenottera comune, la balenottera boreale, la balenottera azzurra, la megattera, il capodoglio, il cogia di Owen, il cogia di de Blainville, l'orca, lo zifio, il mesoplodonte di True e il mesoplodonte di Blainville.
Lungo le coste del New England, si trovano anche l'iperodonte boreale e il globicefalo. Diverse specie di delfini sono comuni lungo l'intera costa orientale, tra cui il grampo, il delfino comune, la stenella striata, la stenella maculata atlantica e il tursiope comune. Alcune specie sono più specifiche di determinate zone: nel New England si trovano il lagenorinco rostrobianco e il lagenorinco acuto, mentre lungo le coste sud-orientali si possono avvistare il lagenodelfino, la stenella maculata pantropicale, la stenella climene, la stenella dal lungo rostro e lo steno.
Diverse tartarughe marine vivono lungo la costa atlantica. La tartaruga embricata, la tartaruga di Kemp e la tartaruga comune sono diffuse in quasi tutta la regione, mentre la tartaruga verde e la tartaruga liuto sono più comuni nelle acque sud-orientali. Anche la fauna delle acque dolci è ricca di specie. Tra le tartarughe acquatiche e terrestri più diffuse vi sono la tartaruga azzannatrice, la tartaruga dipinta, la tartaruga punteggiata, la tartaruga a dorso di diamante, la tartaruga a guscio molle spinosa, la tartaruga del fango comune, il cooter dal piastrone rosso settentrionale, la tartaruga muschiata comune, la tartaruga scatola orientale e la tartaruga dalle orecchie rosse.
Alcune specie sono più caratteristiche di specifiche aree. Nel Nord-est, ad esempio, si trovano la tartaruga di Blanding, la tartaruga di foresta nordamericana e la tartaruga di brughiera, mentre nel Sud-est sono comuni la testuggine gopher, la tartaruga dalle orecchie rosse, la tartaruga carta geografica di Escambia, la tartaruga carta geografica di Barbour, il cooter di fiume, la tartaruga del fango striata, la tartaruga muschiata capo grosso e la tartaruga a guscio molle della Florida. Nei fiumi Ohio e Allegheny, in Pennsylvania, vive anche la tartaruga a guscio molle liscia.

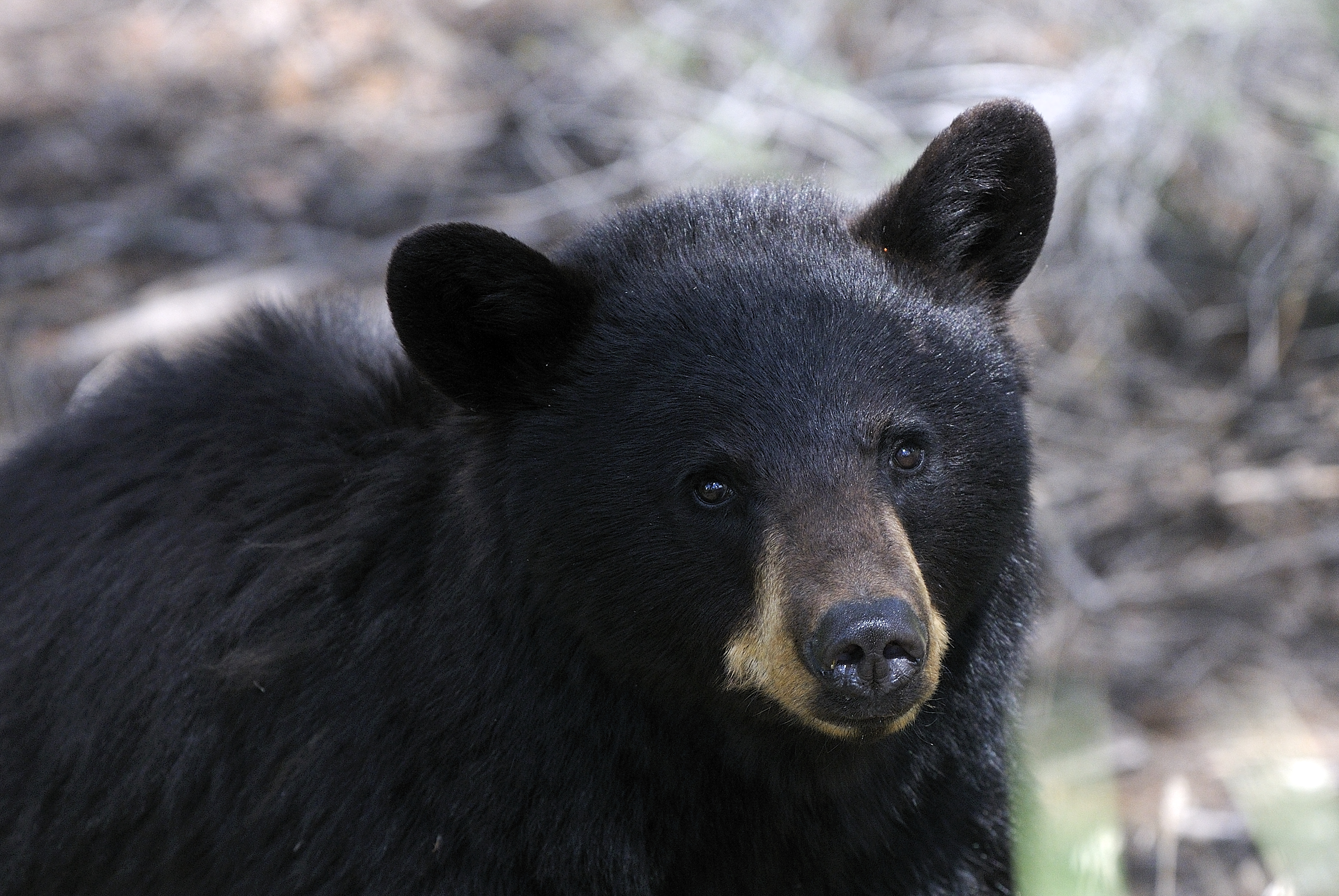
L'orso nero americano è presente in quasi tutti gli Stati Uniti.

I serpenti sono diffusi in tutta la regione orientale. Alcune specie come il serpente corridore, il serpente bruno, il testa di rame, il diadofo collo nero, il crotalo dei boschi, il muso di porcello orientale, il serpente del latte, il serpente d'acqua comune, il serpente pilota nero e il serpente giarrettiera comune si trovano in quasi tutti gli stati orientale.
Nel Sud-est, invece, sono più frequenti il crotalo diamantino, il mocassino acquatico, il serpente corallo orientale, il serpente indaco orientale e il serpente toro.
In passato, il lupo e il puma erano diffusi negli Stati Uniti orientali, ma entrambi sono stati dichiarati estinti nella regione dall'U.S. Fish and Wildlife Service. Anche il wapiti e l'alce un tempo abitavano queste zone, ma oggi sono rari e si trovano solo nel New England settentrionale.

## Isole Hawaii

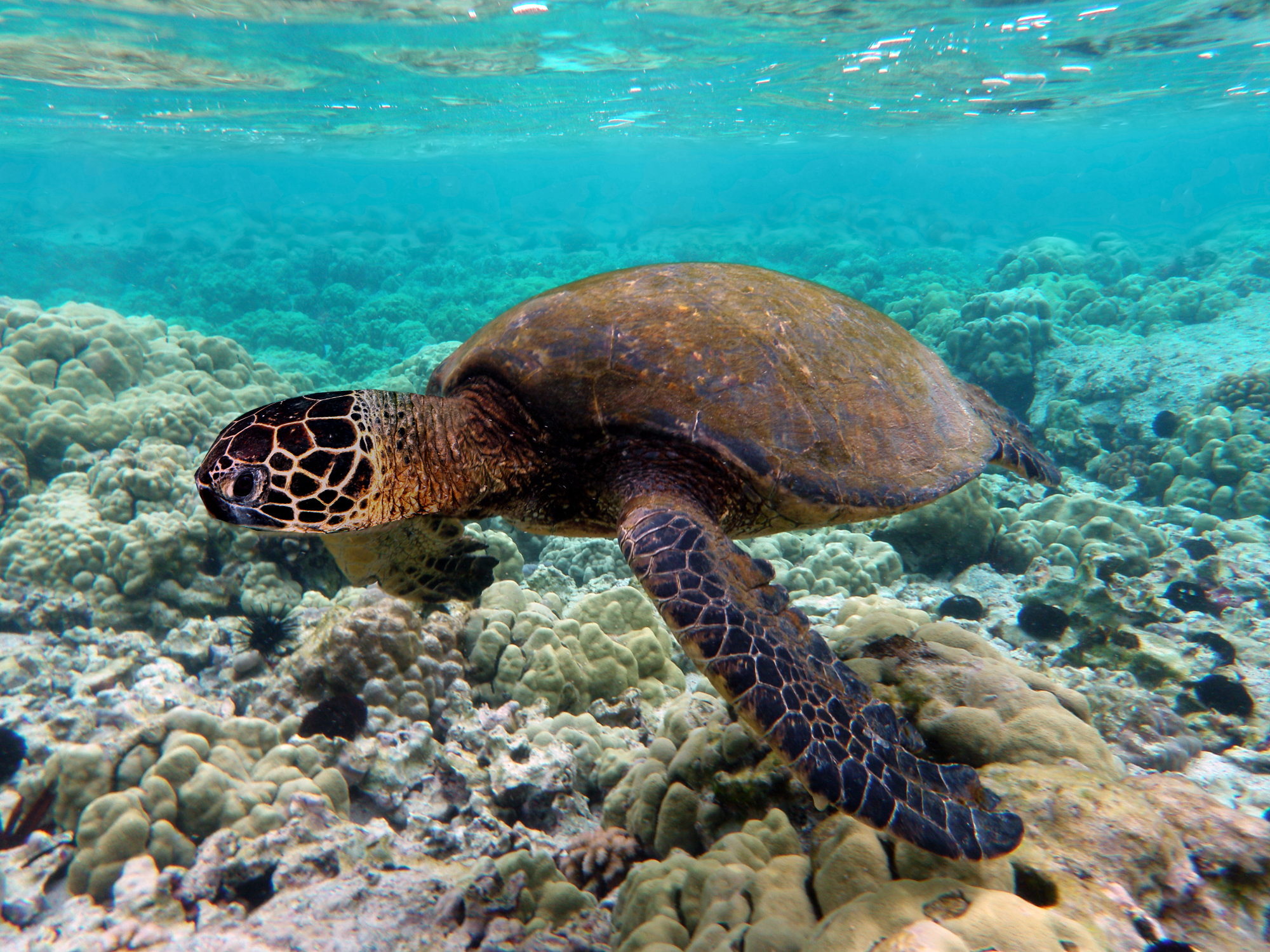
Una tartaruga verde (honu in hawaiiano) nuota sulla barriera corallina di Kona.

Gran parte della fauna hawaiana ha sviluppato adattamenti unici al proprio habitat e si è evoluta in nuove specie. Oggi, quasi il 90% della fauna delle Hawaii è endemico, il che significa che non si trova in nessun'altra parte del mondo.
L'isola di Kauai ospita il maggior numero di uccelli tropicali, in parte perché è priva di manguste, che rappresentano una minaccia per molte specie locali. La mangusta di Giava, introdotta dall'uomo per controllare le popolazioni di ratti, si è ormai diffusa in tutto l'arcipelago, con l'eccezione delle isole di Lanai e Kauai.
Tra gli uccelli più noti delle Hawaii vi sono l'iiwi, il nukupuuu, l'amakihi di Kauai e l'ou. Tuttavia, la maggior parte degli uccelli endemici dell'arcipelago si è estinta nel corso del tempo, principalmente a causa dell'introduzione di predatori non nativi e della perdita di habitat.
I mammiferi delle Hawaii includono specie sia autoctone che introdotte. Il pipistrello bianco, una delle poche specie di mammiferi nativi, è presente nel Parco Statale di Kokee a Kauai. Mandrie di cavalli selvaggi vivono nella valle di Waipio, mentre bovini selvatici si trovano sul Mauna Kea. Un'altra curiosità faunistica è la presenza del wallaby delle rocce dalla coda a pennello, originario dell'Australia, che si è stabilito nella valle di Kalihi a Oahu. Inoltre, la foca monaca delle Hawaii, uno dei mammiferi marini più rari al mondo, è ancora presente nelle acque dell'arcipelago. Gruppi selvatici di capre, pecore e maiali, introdotti nei secoli passati, popolano molte delle isole hawaiane.
Le acque delle Hawaii ospitano tre specie principali di tartarughe marine: la tartaruga verde (honu), la tartaruga embricata (honuea) e la tartaruga liuto. Altre due specie, la tartaruga comune e la tartaruga olivacea, vengono avvistate solo occasionalmente. Tra queste, la tartaruga verde è di gran lunga la più diffusa nelle acque hawaiane.
Oltre alle tartarughe, le Hawaii sono l'habitat di più di 40 specie di squali e della stenella dal lungo rostro, un delfino molto comune nella regione. Le barriere coralline hawaiane ospitano oltre 5000 specie di organismi marini, con un sorprendente 25% di specie endemiche, che non si trovano in nessun'altra parte del mondo.

## Alaska

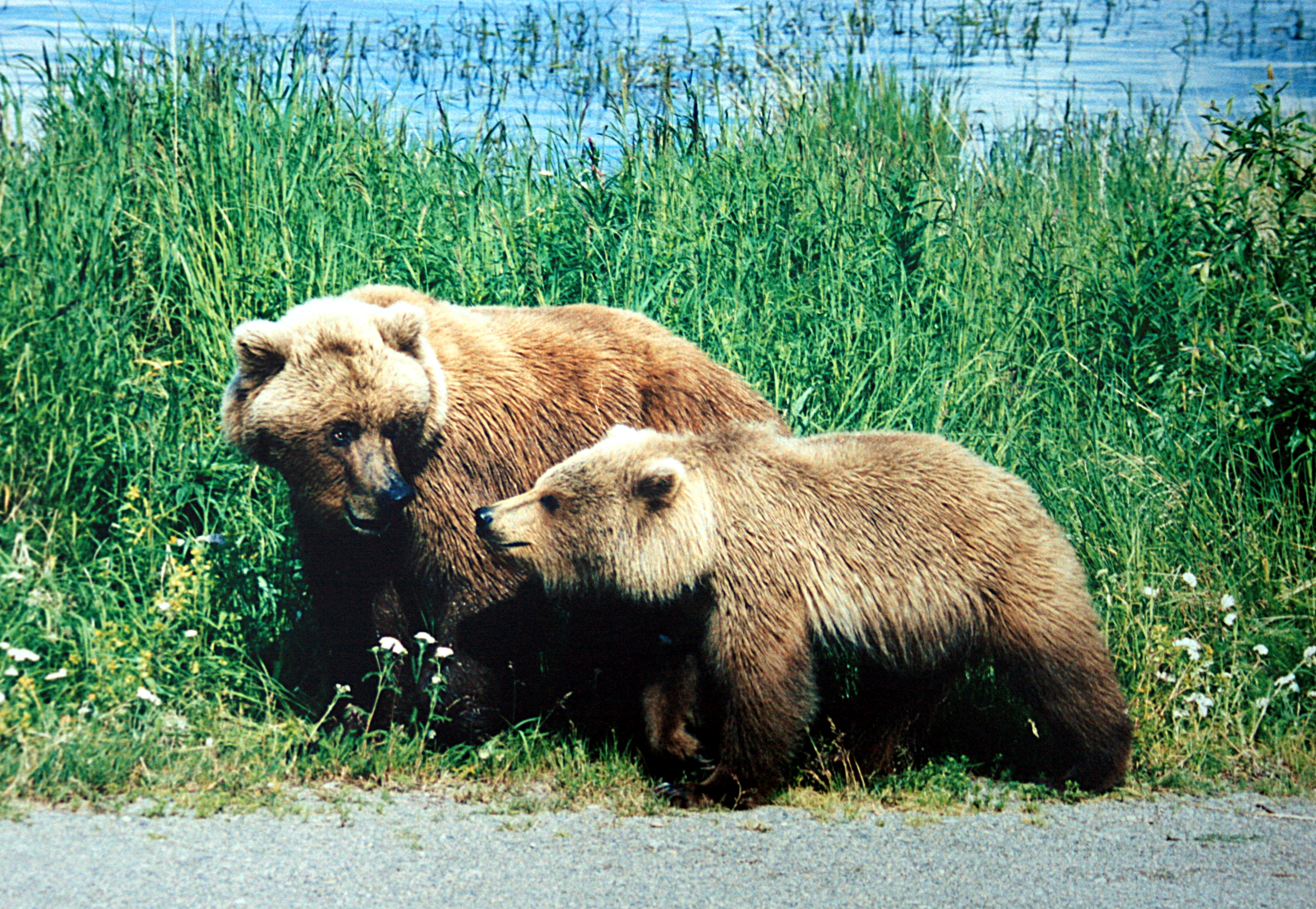
Il grizzly è presente in tutta l'Alaska, in parte del Montana, nell'Idaho lungo il confine con il Canada, e nel parco nazionale di Yellowstone.

L'Alaska ospita una fauna estremamente ricca e diversificata, grazie alla varietà dei suoi habitat, che spaziano da praterie, montagne e tundra fino a fitte foreste. Tra gli animali più rappresentativi della regione si trovano orsi polari, pulcinella di mare, alci, aquile di mare testabianca, volpi polari, lupi, linci canadesi, buoi muschiati, lepri scarpa da neve, capre delle nevi, trichechi e caribù.
La regione è anche un paradiso per gli uccelli, con oltre 430 specie registrate e la più numerosa popolazione di aquile di mare testabianca degli Stati Uniti. L'Alaska, spesso definita l'«ultima frontiera», è un rifugio per molte specie che altrove sono minacciate. Qui si possono trovare animali di ogni dimensione, dai minuscoli toporagni pigmei, che pesano meno di un penny, alle imponenti balene grigie, che possono raggiungere le 45 tonnellate.

### Isole Aleutine
Le isole Aleutine rappresentano uno dei luoghi più importanti per la nidificazione degli uccelli marini, con oltre 240 specie che popolano l'arcipelago. Alcune delle colonie più grandi si trovano su isole come Buldir, dove nidificano 21 specie di uccelli marini, tra cui il gabbiano tridattilo zamperosse, endemico del Mare di Bering. Altre importanti aree di nidificazione si trovano nelle isole di Kiska, Gareloi, Semisopochnoi e Bogoslof.
Queste isole sono anche un punto di passaggio per visitatori occasionali provenienti dall'Asia, come il ciuffolotto scarlatto, la calliope siberiana, il pettazzurro, la locustella lanceolata e la garzetta intermedia, il cui primo avvistamento in Nord America è stato registrato proprio qui.
Oltre agli uccelli, le isole Aleutine ospitano numerosi mammiferi, tra cui la volpe polare, il visone americano, il caribù e la lontra di mare. La fauna marina è particolarmente ricca e comprende specie come il pulcinella dal corno, il pulcinella dai ciuffi, il leone di mare di Steller, la foca maculata, la foca dagli anelli e il callorino d'Alaska.

## Territori

### Samoa Americane

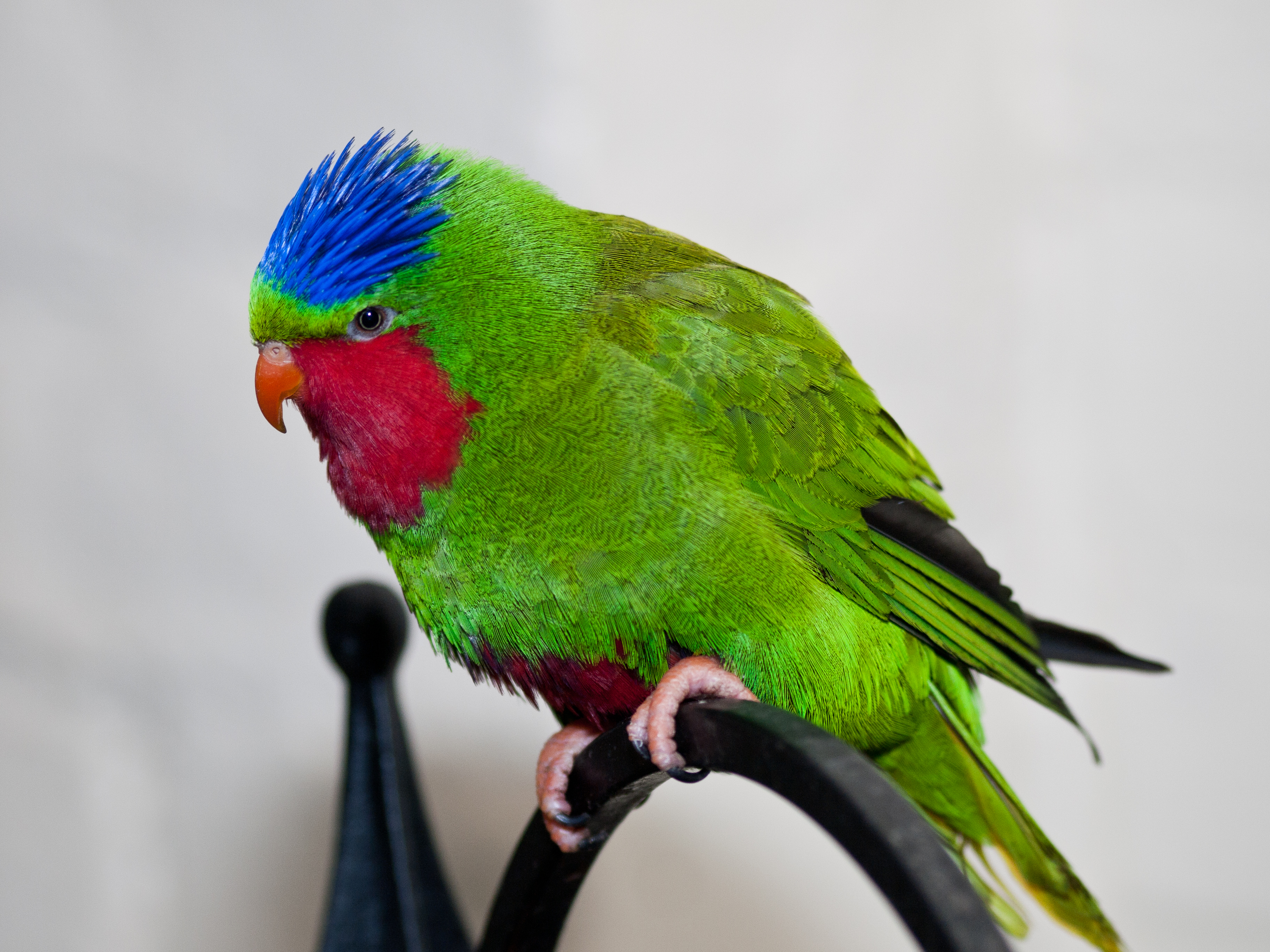
Il lorichetto corona blu è un pappagallo presente in tutte le isole Samoa.

Le Samoa Americane, a causa della loro posizione remota, ospitano una varietà limitata di specie terrestri, ma un'enorme biodiversità marina. Più di 36 km² di territorio sono protetti all'interno del Parco Nazionale delle Samoa Americane, che si estende su di tre delle sei isole dell'arcipelago: Tutuila, Ofu-Olosega e Taʻu. Sono presenti otto specie di mammiferi nativi, nessuna delle quali è gravemente minacciata. Tra queste vi sono diverse specie di pipistrelli, come la volpe volante delle Samoa e la volpe volante insulare. L'avifauna conta 65 specie di uccelli, tra cui il lorichetto corona blu, la schiribilla fuligginosa, il colombo frugivoro di Laperouse, il mangiamiele caruncolato, lo storno delle Samoa, la sterna bianca, la sterna stolida nera e il fetonte codarossa.
I rettili sono relativamente numerosi e comprendono cinque specie di gechi, otto di scinchi e due di serpenti, il boa del Pacifico e il tiflope bramino. L'ecosistema marino è straordinariamente ricco e si concentra intorno alle variopinte barriere coralline, che ospitano una grande varietà di specie. Nelle acque delle Samoa vivono diverse tartarughe marine, tra cui la tartaruga embricata, la tartaruga olivacea, la tartaruga liuto e la tartaruga verde. Anche i delfini sono numerosi, con la stenella dal lungo rostro, lo steno, il tursiope, la stenella maculata pantropicale e la stenella striata tra le specie più comuni.

### Guam
Negli anni successivi alla Seconda Guerra Mondiale, l'isola di Guam subì una devastante invasione biologica a causa dell'introduzione del serpente arboricolo bruno. Questo rettile, trovando abbondanza di prede e l'assenza di predatori naturali, proliferò fino a raggiungere una densità di quasi 13000 esemplari per miglio quadrato. Di conseguenza, gran parte della fauna endemica dell'isola si estinse: dieci delle dodici specie di uccelli autoctoni, dieci specie di lucertole e due di pipistrelli scomparvero. Per contrastarne la diffusione, il governo degli Stati Uniti ha avviato diversi programmi di contenimento. Nel 2013, grazie a un'iniziativa dell'U.S. Fish and Wildlife Service, sono stati liberati sull'isola oltre 2000 topi avvelenati per ridurre la popolazione di serpenti, che all'epoca superava i due milioni di esemplari. Altre specie introdotte a Guam includono il sambar delle Filippine, il bufalo indiano, il rospo marino e la chiocciola africana gigante. Nonostante queste minacce, l'isola conserva ancora alcune specie autoctone di scinchi, gechi e un varano.

### Isole Marianne Settentrionali
Il Commonwealth delle Isole Marianne Settentrionali è un'area di grande interesse ornitologico, con 40 specie di uccelli, sia indigene che introdotte. Tra le specie endemiche si trovano il colombo frugivoro delle Marianne, la salangana delle Marianne, l'occhialino di Rota, il monarca di Tinian, l'occhialino dalle redini e l'occhialino dorato. Alcune specie introdotte, come il martin pescatore dal collare bianco, la coda a ventaglio castana, il fraticello australiano e la salangana unicolore, sono diventate comuni. La fauna terrestre comprende anche la volpe volante delle Marianne, presente sia a Guam che nelle Marianne Settentrionali, e il sambar comune, il mammifero più grande dell'arcipelago, diffuso su diverse isole. Sull'isola di Rota vive il varano delle Marianne, che può raggiungere i 90 cm di lunghezza. Le acque circostanti sono estremamente ricche di biodiversità, con oltre 1000 specie marine, tra cui il granchio ladro, la corifena cavallina, il barracuda, le tridacne, il marlin e diverse specie di tonni.

### Porto Rico

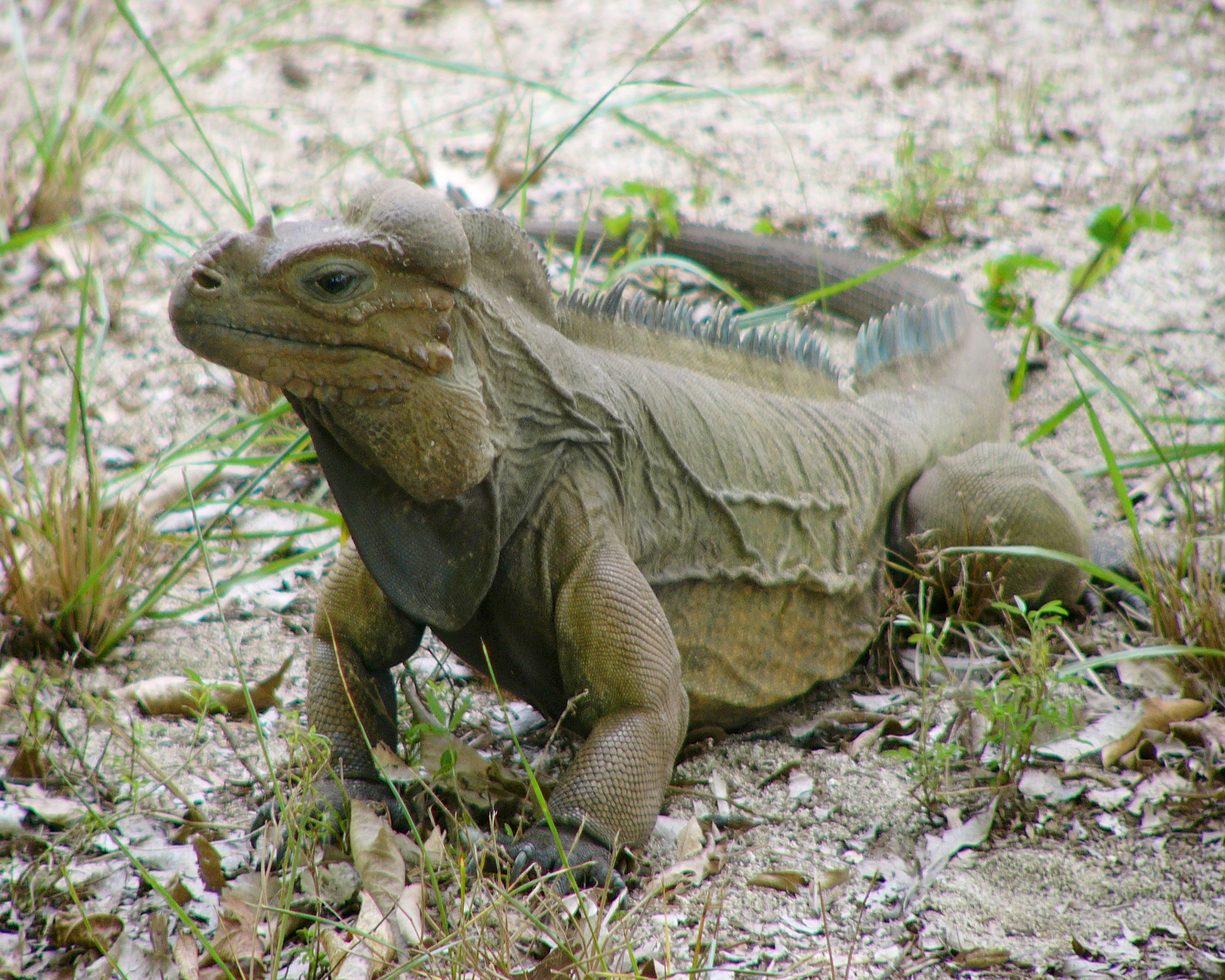
L'iguana di Mona, in pericolo di estinzione, è la più grande lucertola di Porto Rico.

L'arcipelago di Porto Rico vanta una straordinaria biodiversità, con 349 specie di uccelli, 83 di mammiferi, 25 di anfibi, 61 di rettili e 677 di pesci. Tra gli uccelli endemici più caratteristici si trovano l'assiolo di Porto Rico, il picchio di Porto Rico, il todo di Porto Rico, il mango verde, il colibrì smeraldo di Porto Rico, il mangialucertole portoricano e il succiacapre di Porto Rico. Tutte le tredici specie indigene di mammiferi sono pipistrelli, tra cui il pipistrello pescatore, il pipistrello fantasma delle Antille e il pipistrello dai mustacchi di Parnell. Alcune specie endemiche di mammiferi si sono purtroppo estinte, come l'hutia gigante dai denti piatti e il ratto delle caverne di Porto Rico.
Anche la fauna di rettili e anfibi è particolarmente ricca. Tra i rettili più caratteristici si trovano il boa di Porto Rico, il tiflope di Grant, l'iguana di Mona, la lucertola verme di Porto Rico, il diploglosso di Porto Rico e il geco nano di Nichols. Tra gli anfibi, diverse specie di coquí sono iconiche della regione, tra cui il coquí comune, il coquí locusta, il coquí rugoso, il coquí di foresta, il coquí nano e il coquí bronzeo. La fauna marina comprende endemismi come l'anguilla serpente di Porto Rico e la coralbrotula di Porto Rico.

### Isole Vergini
Il Parco Nazionale delle Isole Vergini protegge una vasta area dell'arcipelago, coprendo circa il 60% dell'isola di Saint John e quasi tutta l'isola di Hassel. Quest'area è un santuario per la fauna selvatica, con oltre 140 specie di uccelli, 302 di pesci, 7 di anfibi e 22 di mammiferi. Le acque circostanti sono un importante habitat per le tartarughe marine, con la tartaruga verde, la tartaruga embricata e la tartaruga liuto che utilizzano le spiagge locali per nidificare. La fauna marina è particolarmente variegata, comprendendo diverse specie di squali, lamantini e delfini.